# Reprezentacja Luksemburga w piłce siatkowej kobiet
Reprezentacja Luksemburga w piłce siatkowej kobiet – narodowa reprezentacja tego kraju, reprezentująca go na arenie międzynarodowej.
Największym sukcesem reprezentantek Luksemburga było wywalczenie 17. miejsca Mistrzostw Świata, gdzie w 1956 wywalczyły 17 miejsce.

## Osiągnięcia

### Igrzyska małych państw Europy
- 2. miejsce – 1989, 2003, 2007
- 3. miejsce – 1995, 2005

### Mistrzostwa Europy Małych Państw
- 2. miejsce – 2004, 2007
- 3. miejsce – 2002, 2009

## Udział i miejsca w imprezach

### Mistrzostwa Świata
| Rok  | Kraj           | Miejsce      |
| ---- | -------------- | ------------ |
| 1952 | ZSRR           | brak udziału |
| 1956 | Francja        | 17. miejsce  |
| 1960 | Brazylia       | brak udziału |
| 1962 | ZSRR           | brak udziału |
| 1967 | Japonia        | brak udziału |
| 1970 | Bułgaria       | brak udziału |
| 1974 | Meksyk         | brak udziału |
| 1978 | ZSRR           | brak udziału |
| 1982 | Peru           | brak udziału |
| 1986 | Czechosłowacja | brak udziału |
| 1990 | Chiny          | brak udziału |
| 1994 | Brazylia       | brak udziału |
| 1998 | Japonia        | brak udziału |
| 2002 | Niemcy         | brak udziału |
| 2006 | Japonia        | brak udziału |
| 2010 | Japonia        | brak udziału |
| 2014 | Włochy         | ?            |

### Mistrzostwa Europy
Drużyna jeszcze nigdy nie wystąpiła na Mistrzostwach Europy.

### Igrzyska małych państw Europy
| Rok  | Kraj          | Miejsce      |
| ---- | ------------- | ------------ |
| 1989 | Cypr          | 2. miejsce   |
| 1991 | Andora        | ?            |
| 1993 | Malta         | ?            |
| 1995 | Luksemburg    | 3. miejsce   |
| 1997 | Islandia      | brak udziału |
| 1999 | Liechtenstein | ?            |
| 2001 | San Marino    | ?            |
| 2003 | Malta         | 2. miejsce   |
| 2005 | Andora        | 3. miejsce   |
| 2007 | Monako        | 2. miejsce   |
| 2009 | Cypr          | 5. miejsce   |
| 2011 | Liechtenstein | 3. miejsce   |

### Mistrzostwa Europy Małych Państw
| Rok  | Kraj          | Miejsce    |
| ---- | ------------- | ---------- |
| 2000 | Malta         | 4. miejsce |
| 2002 | Luksemburg    | 3. miejsce |
| 2004 | Liechtenstein | 2. miejsce |
| 2007 | Szkocja       | 2. miejsce |
| 2009 | Liechtenstein | 3. miejsce |
| 2011 | Luksemburg    | 2. miejsce |